# Cristieana Cojocaru
Cristieana Cojocaru-Matei (născută Cojocaru; n. 2 ianuarie 1962, Cujmir, România) este o fostă atletă română, laureată cu bronz la Jocurile Olimpice de vară din 1984 de la Los Angeles la proba de 400 m garduri.

## Biografie
Sportiva a fost multiplă campioană națională. La Campionatele Europene în sală a obținut 3 medalii la proba de 800 m, două de bronz (1984 și 1985) și una de argint (1986). În anul 1986 s-a clasat pe locul 7 la proba de 400 m garduri la Campionatul European în aer liber de la Stuttgart.
Maestră a Sportului în 1979 și Maestră Emerită a Sportului în 1984. Din 2002 este cetățean de onoare al Craiovei. În anul 2000 i-a fost conferită Medalia Națională „Pentru Merit” clasa a III-a și în 2004 a primit Ordinul „Meritul Sportiv” clasa a II-a.
Este căsătorită cu Sorin Matei, fostul săritor în înălțime, și a fost antrenoare de Mihaela Neacșu.

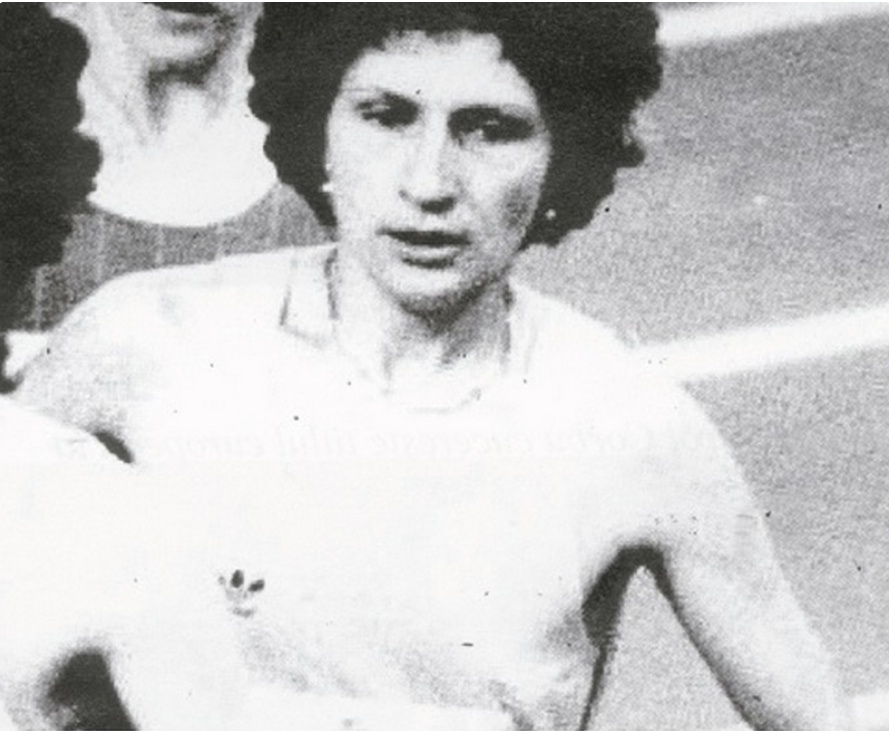
La Jocurile Olimpice din 1984

## Realizări
| An   | Competiție                               | Locație     | Loc   | Eveniment     | Note    |
| ---- | ---------------------------------------- | ----------- | ----- | ------------- | ------- |
| 1977 | Campionatul European de Juniori (sub 20) | Donețk      | 5 (h) | 800 m         | 2:10,6  |
| 1979 | Campionatul European de Juniori (sub 20) | Bydgoszcz   | 3     | 1500 m        | 4:12,14 |
| 1979 | Campionatul European de Juniori (sub 20) | Bydgoszcz   | 6     | 4x400 m       | 3:40,95 |
| 1981 | Universiada                              | București   | 7     | 400 m garduri | 58,64   |
| 1982 | Campionatul European                     | Atena       | 8 (h) | 400 m         | 59,00   |
| 1982 | Campionatul European                     | Atena       | 6     | 4x400 m       | 3:29,26 |
| 1983 | Campionatul Mondial                      | Helsinki    | 8     | 400 m garduri | 56,26   |
| 1983 | Campionatul Mondial                      | Helsinki    | 8     | 4x400 m       | 3:35,61 |
| 1984 | Campionatul European în sală             | Göteborg    | 3     | 800 m         | 2:01,24 |
| 1984 | Jocurile Olimpice                        | Los Angeles | 3     | 400 m garduri | 55,41   |
| 1985 | Jocurile Mondiale în sală                | Paris       | 1     | 800 m         | 2:04,22 |
| 1985 | Campionatul European în sală             | Pireu       | 3     | 800 m         | 2:01,01 |
| 1985 | Universiada                              | Kobe        | 2     | 400 m garduri | 55,44   |
| 1985 | Universiada                              | Kobe        | 2     | 800 m         | 1:59,09 |
| 1986 | Campionatul European în sală             | Madrid      | –     | 400 m         | NT      |
| 1986 | Campionatul European în sală             | Madrid      | 2     | 800 m         | 2:01,54 |
| 1986 | Campionatul European                     | Stuttgart   | 7     | 400 m garduri | 55,23   |

## Recorduri personale
| Probă         | Performanță | Dată             | Locație   |
| ------------- | ----------- | ---------------- | --------- |
| 400 m garduri | 54,55 s     | 7 iulie 1986     | Moscova   |
| 800 m         | 1:59,06 min | 3 august 1984    | București |
| 400 m în sală | 52,93 s     | 8 februarie 1984 | Budapesta |
| 800 m în sală | 2:01,01 min | 3 martie 1985    | Pireu     |